# Municipio de Richhill
El municipio de Richhill (en inglés: Richhill Township) es un municipio ubicado en el condado de Greene en el estado estadounidense de Pensilvania. En el año 2000 tenía una población de 1.062 habitantes y una densidad poblacional de 7 personas por km².

## Geografía
El municipio de Richhill se encuentra ubicado en las coordenadas 39°52′00″N 80°30′59″O / 39.86667, -80.51639.

## Demografía
Según la Oficina del Censo en 2000 los ingresos medios por hogar en la localidad eran de $31,667 y los ingresos medios por familia eran de $36,625. Los hombres tenían unos ingresos medios de $32,125 frente a los $18,958 para las mujeres. La renta per cápita de la localidad era de $15,845. Alrededor del 19,7% de la población estaba por debajo del umbral de pobreza.